# 디외메르시 음보카니
디외도네 "디외메르시" 음보카니 베주아(Dieudonne "Dieumerci" Mbokani Bezua, 1985년 11월 22일 ~ )는 콩고 민주 공화국의 축구 선수로 포지션은 공격수이다.

## 대회 성적

### 클럽
RSC 안데를레흐트
- 벨기에 프로 리그 : 우승 (2006-07, 2011-12, 2012-13)
- 벨기에 컵 : 4강 (2006-07, 2012-13)
- 벨기에 슈퍼컵 : 우승 (2012)

 스탕다르 리에주
- 벨기에 프로 리그 : 우승 (2007-08, 2008-09)
- 벨기에 컵 : 4강 (2007-08)
- 벨기에 슈퍼컵 : 우승 (2009)

 디나모 키이우
- 우크라이나 프리미어리그 : 우승 (2014-15), 준우승 (2017-18)
- 우크라이나컵 : 우승 (2013-14, 2014-15), 준우승 (2017-18)

 로열 앤트워프
- 벨기에 프로 리그 : 3위 (2020-21), 4위 (2019-20)
- 벨기에 컵 : 우승 (2019-20)

### 국가대표팀
콩고 민주 공화국
- 아프리카 네이션스컵 : 3위 (2015)

### 개인 수상
- 벨기에 골든 슈 : 2012
- 에보니 슈 : 2012, 2020
- 아프리카 네이션스컵 득점왕 : 2015 (3골/아흐메드 아카치, 앙드레 아유, 하비에르 발보아, 티에비 비푸마와 공동 수상)
- 벨기에 프로 리그 득점왕 : 2019-20 (18골/조너선 데이비드와 공동 수상)